# Distrikt Chincha Baja
Der Distrikt Chincha Baja liegt in der Provinz Chincha in der Region Ica im Südwesten von Peru. Der Distrikt hat eine Fläche von 73,2 km². Beim Zensus 2017 lebten 13.787 Einwohner im Distrikt. Im Jahr 1993 lag die Einwohnerzahl bei 11.321, im Jahr 2007 bei 12.195. Die Distriktverwaltung befindet sich in der 41 m hoch gelegenen Kleinstadt Chincha Baja mit 4867 Einwohnern (Stand 2017). Chincha Baja befindet sich 5,5 km südwestlich der Provinzhauptstadt Chincha Alta.

## Geographische Lage
Der Distrikt Chincha Baja liegt im Westen der Provinz Chincha. Die Flüsse Río Chico und Río Matagente, die beiden Mündungsarme des Río San Juan, durchqueren den Distrikt in westlicher Richtung. Der Distrikt Chincha Baja reicht im Südwesten bis an die Pazifikküste.
Der Distrikt Chincha Baja grenzt im Südwesten an den Distrikt Tambo de Mora, im Norden an die Distrikte Sunampe, Chincha Alta und Alto Larán sowie im Südosten und im Süden an den Distrikt El Carmen.